# Liste des mammifères en Slovaquie

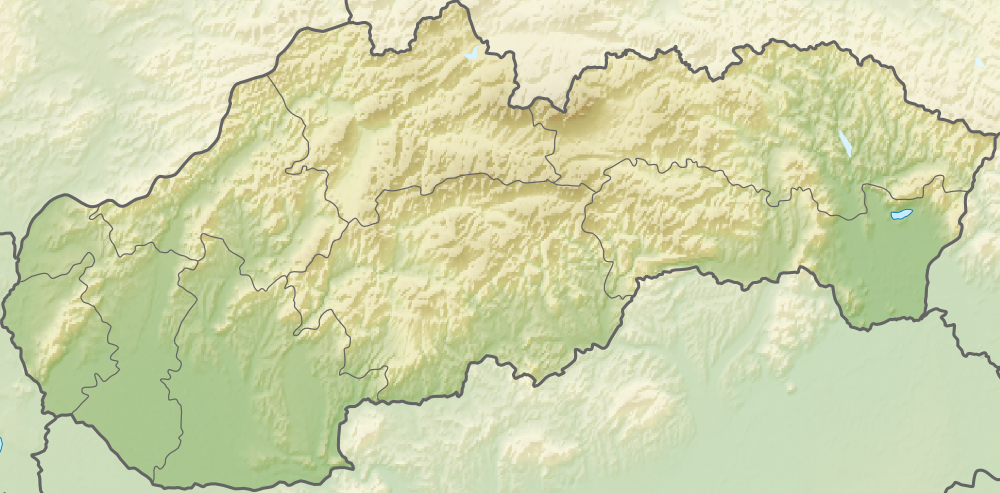
Carte topographique de la Slovaquie.

Localisation de la Slovaquie en Europe.

Cette liste commentée recense la mammalofaune en Slovaquie. Elle répertorie les espèces de mammifères slovaques actuels et celles qui ont été récemment classifiées comme éteintes (à partir de l'Holocène, depuis donc 11 700 ans av. J.‑C.). Cette liste comporte 101 espèces réparties en neuf ordres et 23 familles, dont une est « en danger critique d'extinction », une autre est « en danger », trois sont « vulnérables », dix sont « quasi menacées » et une a des « données insuffisantes » pour être classée (selon les critères de la liste rouge de l'UICN au niveau mondial).
Elle contient au moins neuf espèces introduites sur ce territoire, qui sont plus ou moins bien acclimatées. Il peut contenir aussi dans cette liste des animaux non reconnus par la liste rouge de l'UICN (deux mammifères ici) et ils sont classés en « non évalué » : cela étant dû notamment au manque de données et à des espèces domestiques, disparues ou éteintes avant le XVIe siècle. Il n'existe pas en Slovaquie d'espèces et de sous-espèces de mammifères endémiques, bien que certaines aient une aire de répartition très restreinte en dehors des frontières slovaques (comme Marmota marmota latirostris (pl) ou Rupicapra rupicapra tatrica (en)).

## Statuts de la liste rouge de l'UICN
Les statuts de conservation utilisés par la liste rouge de l'UICN mondiale sont :
| (EX) | Éteint                  | Il n'y a pas le moindre doute sur le fait que le dernier spécimen recensé est mort.                                                                   |
| (EW) | Éteint à l'état sauvage | L'espèce est connue uniquement en captivité ou en tant que population naturalisée bien en dehors de son ancienne aire de répartition.                 |
| (CR) | En danger critique      | L'espèce risque prochainement de s'éteindre à l'état sauvage.                                                                                         |
| (EN) | En danger               | L'espèce fait face à un très gros risque d'extinction à l'état sauvage.                                                                               |
| (VU) | Vulnérable              | L'espèce fait face à un gros risque d'extinction à l'état sauvage.                                                                                    |
| (NT) | Quasi menacé            | L'espèce ne satisfait pas un ou plusieurs des critères prévus qui permettraient de la catégoriser, mais pourrait risquer de s'éteindre dans le futur. |
| (LC) | Préoccupation mineure   | Il n'y a pas de risque identifiable pour l'espèce. |
| (DD) | Données insuffisantes   | Il n'y a pas d'information adéquate qui permettraient de faire une évaluation des risques pour cette espèce.                                          |
| (NE) | Non évalué              | L'espèce n'a pas encore été confrontée aux critères précédents, n'est pas reconnue par l'UICN ou bien s'est éteinte avant le XVIe siècle.             |

## Ordre:Primates

### Famille:Hominidés
| Nom binominal, nom vulgaire et citation d'auteurs | Nom vulgaire slovaque (langue officielle de la Slovaquie) | Origine et statut en Slovaquie | Aire de répartition                    | Statut UICN mondial | Image         |
| ------------------------------------------------- | --------------------------------------------------------- | ------------------------------ | -------------------------------------- | ------------------- | ------------- |
| Homo sapiens (Homme moderne) Linnaeus, 1758       | Človek rozumný                                            | Autochtone,                    | Aire de répartition de l'Homme moderne | [ 2 ]               | Homme moderne |

## Ordre:Lagomorphes

### Famille:Léporidés
| Nom binominal, nom vulgaire et citation d'auteurs         | Nom vulgaire slovaque (langue officielle de la Slovaquie) | Origine et statut en Slovaquie | Aire de répartition                     | Statut UICN mondial | Image            |
| --------------------------------------------------------- | --------------------------------------------------------- | ------------------------------ | --------------------------------------- | ------------------- | ---------------- |
| Lepus europaeus (Lièvre d'Europe) Pallas, 1778            | Zajac poľný                                               | Autochtone                     | Aire de répartition du Lièvre d'Europe  | [ 3 ]               | Lièvre d'Europe  |
| Oryctolagus cuniculus (Lapin de garenne) (Linnaeus, 1758) | Králik divý                                               | Allochtone (Introduit),        | Aire de répartition du Lapin de garenne | [ 4 ]               | Lapin de garenne |

## Ordre:Rodentiens

### Famille:Castoridés
| Nom binominal, nom vulgaire et citation d'auteurs | Nom vulgaire slovaque (langue officielle de la Slovaquie) | Origine et statut en Slovaquie | Aire de répartition                     | Statut UICN mondial | Image            |
| ------------------------------------------------- | --------------------------------------------------------- | ------------------------------ | --------------------------------------- | ------------------- | ---------------- |
| Castor fiber (Castor d'Eurasie) Linnaeus, 1758    | Bobor európsky                                            | Autochtone (Recolonisateur),   | Aire de répartition du Castor d'Eurasie | [ 6 ]               | Castor d'Eurasie |

### Famille:Myocastoridés
| Nom binominal, nom vulgaire et citation d'auteurs | Nom vulgaire slovaque (langue officielle de la Slovaquie) | Origine et statut en Slovaquie | Aire de répartition             | Statut UICN mondial | Image    |
| ------------------------------------------------- | --------------------------------------------------------- | ------------------------------ | ------------------------------- | ------------------- | -------- |
| Myocastor coypus (Ragondin) (Molina, 1782)        | Nutria vodná                                              | Allochtone (Introduit)         | Aire de répartition du Ragondin | [ 8 ]               | Ragondin |

### Famille:Dipodidés
| Nom binominal, nom vulgaire et citation d'auteurs      | Nom vulgaire slovaque (langue officielle de la Slovaquie) | Origine et statut en Slovaquie | Aire de répartition                            | Statut UICN mondial | Image                |
| ------------------------------------------------------ | --------------------------------------------------------- | ------------------------------ | ---------------------------------------------- | ------------------- | -------------------- |
| Sicista betulina (Siciste des bouleaux) (Pallas, 1779) | Myšovka horská                                            | Autochtone                     | Aire de répartition de la Siciste des bouleaux | [ 9 ]               | Siciste des bouleaux |
| Sicista subtilis (Siciste des steppes) (Pallas, 1773)  | Myšovka stepná                                            | Autochtone                     | Illustration manquante                         | [ 10 ]              | Siciste des steppes  |

### Famille:Cricétidés
| Nom binominal, nom vulgaire et citation d'auteurs                        | Nom vulgaire slovaque (langue officielle de la Slovaquie) | Origine et statut en Slovaquie | Aire de répartition                         | Statut UICN mondial | Image                  |
| ------------------------------------------------------------------------ | --------------------------------------------------------- | ------------------------------ | ------------------------------------------- | ------------------- | ---------------------- |
| Arvicola amphibius (Campagnol terrestre) (Linnaeus, 1758)                | Hryzec vodný                                              | Autochtone                     | Aire de répartition du Campagnol terrestre  | [ 11 ]              | Campagnol terrestre    |
| Arvicola scherman (Campagnol fouisseur) (Shaw, 1801)                     | — aucun —                                                 | Autochtone                     | Aire de répartition du Campagnol fouisseur  | [ 12 ]              | Illustration manquante |
| Chionomys nivalis (Campagnol des neiges) (Martins, 1842)                 | Hraboš snežný                                             | Autochtone                     | Aire de répartition du Campagnol des neiges | [ 13 ]              | Campagnol des neiges   |
| Microtus oeconomus (Campagnol nordique) (Pallas, 1776)                   | Hraboš severský                                           | Autochtone                     | Illustration manquante                      | [ 14 ]              | Campagnol nordique     |
| Microtus agrestis (Campagnol agreste) (Linnaeus, 1761)                   | — aucun —                                                 | Autochtone                     | Aire de répartition du Campagnol agreste    | [ 15 ]              | Campagnol agreste      |
| Microtus arvalis (Campagnol des champs) (Pallas, 1778)                   | Hraboš poľný                                              | Autochtone                     | Aire de répartition du Campagnol des champs | [ 16 ]              | Campagnol des champs   |
| Microtus subterraneus (Campagnol souterrain) (de Sélys Longchamps, 1836) | Hraboš podzemný                                           | Autochtone                     | Illustration manquante                      | [ 17 ]              | Campagnol souterrain   |
| Microtus tatricus (Campagnol des Tatras) Kratochvíl, 1952                | Hraboš tatranský                                          | Autochtone                     | Illustration manquante                      | [ 18 ]              | Campagnol des Tatras   |
| Myodes glareolus (Campagnol roussâtre) Schreber, 1780                    | Hrdziak lesný                                             | Autochtone                     | Aire de répartition du Campagnol roussâtre  | [ 19 ]              | Campagnol roussâtre    |
| Ondatra zibethicus (Rat musqué) (Linnaeus, 1766)                         | Ondatra pižmová                                           | Allochtone (Introduit)         | Aire de répartition du Rat musqué           | [ 20 ]              | Rat musqué             |
| Cricetus cricetus (Grand Hamster) (Linnaeus, 1758)                       | Chrček poľný                                              | Autochtone                     | Aire de répartition du Grand Hamster        | [ 21 ]              | Grand Hamster          |

### Famille:Muridés
| Nom binominal, nom vulgaire et citation d'auteurs       | Nom vulgaire slovaque (langue officielle de la Slovaquie) | Origine et statut en Slovaquie | Aire de répartition                     | Statut UICN mondial | Image                  |
| ------------------------------------------------------- | --------------------------------------------------------- | ------------------------------ | --------------------------------------- | ------------------- | ---------------------- |
| Apodemus agrarius (Mulot rayé) (Pallas, 1771)           | — aucun —                                                 | Autochtone                     | Illustration manquante                  | [ 22 ]              | Mulot rayé             |
| Apodemus flavicollis (Mulot à collier) (Melchior, 1834) | Ryšavka žltohrdlá                                         | Autochtone                     | Aire de répartition du Mulot à collier  | [ 23 ]              | Mulot à collier        |
| Apodemus sylvaticus (Mulot sylvestre) (Linnaeus, 1758)  | Ryšavka obyčajná                                          | Autochtone                     | Aire de répartition du Mulot sylvestre  | [ 24 ]              | Mulot sylvestre        |
| Apodemus uralensis (Mulot pygmée) (Pallas, 1811)        | — aucun —                                                 | Autochtone                     | Aire de répartition du Mulot pygmée     | [ 25 ]              | Mulot pygmée           |
| Micromys minutus (Rat des moissons) (Pallas, 1771)      | Myška drobná                                              | Autochtone                     | Aire de répartition du Rat des moissons | [ 26 ]              | Rat des moissons       |
| Mus musculus (Souris grise) Linnaeus, 1758              | Myš domová                                                | Allochtone (Introduit),        | Aire de répartition de la Souris grise  | [ 27 ]              | Souris grise           |
| Mus spicilegus (Souris des steppes) Petényi, 1882       | — aucun —                                                 | Autochtone                     | Illustration manquante                  | [ 29 ]              | Illustration manquante |
| Rattus norvegicus (Rat surmulot) (Berkenhout, 1769)     | Potkan hnedý                                              | Allochtone (Introduit)         | Aire de répartition du Rat surmulot     | [ 30 ]              | Rat surmulot           |

### Famille:Gliridés
| Nom binominal, nom vulgaire et citation d'auteurs     | Nom vulgaire slovaque (langue officielle de la Slovaquie) | Origine et statut en Slovaquie | Aire de répartition                 | Statut UICN mondial | Image          |
| ----------------------------------------------------- | --------------------------------------------------------- | ------------------------------ | ----------------------------------- | ------------------- | -------------- |
| Glis glis (Loir gris) Linnaeus, 1766                  | Plch obyčajný                                             | Autochtone                     | Aire de répartition du Loir gris    | [ 31 ]              | Loir gris      |
| Dryomys nitedula (Lérotin commun) (Pallas, 1778)      | Plch lesný                                                | Autochtone                     | Illustration manquante              | [ 32 ]              | Lérotin commun |
| Eliomys quercinus (Lérot commun) (Linnaeus, 1766)     | Plch záhradný                                             | Autochtone                     | Aire de répartition du Lérot commun | [ 33 ]              | Lérot commun   |
| Muscardinus avellanarius (Muscardin) (Linnaeus, 1758) | Plch lieskový                                             | Autochtone                     | Aire de répartition du Muscardin    | [ 34 ]              | Muscardin      |

### Famille:Sciuridés
| Nom binominal, nom vulgaire et citation d'auteurs         | Nom vulgaire slovaque (langue officielle de la Slovaquie) | Origine et statut en Slovaquie | Aire de répartition                          | Statut UICN mondial | Image              |
| --------------------------------------------------------- | --------------------------------------------------------- | ------------------------------ | -------------------------------------------- | ------------------- | ------------------ |
| Sciurus vulgaris (Écureuil roux) Linnaeus, 1758           | Veverica stromová                                         | Autochtone                     | Aire de répartition de l'Écureuil roux       | [ 35 ]              | Écureuil roux      |
| Marmota marmota (Marmotte des Alpes) (Linnaeus, 1758)     | Svišť vrchovský                                           | Autochtone                     | Aire de répartition de la Marmotte des Alpes | [ 36 ]              | Marmotte des Alpes |
| Spermophilus citellus (Souslik d'Europe) (Linnaeus, 1766) | Syseľ pasienkový                                          | Autochtone                     | Aire de répartition du Souslik d'Europe      | [ 37 ]              | Souslik d'Europe   |

## Ordre:Érinacéomorphes

### Famille:Érinacéidés
| Nom binominal, nom vulgaire et citation d'auteurs                  | Nom vulgaire slovaque (langue officielle de la Slovaquie) | Origine et statut en Slovaquie | Aire de répartition                                  | Statut UICN mondial | Image                         |
| ------------------------------------------------------------------ | --------------------------------------------------------- | ------------------------------ | ---------------------------------------------------- | ------------------- | ----------------------------- |
| Erinaceus europaeus (Hérisson d'Europe occidentale) Linnaeus, 1758 | Jež tmavý                                                 | Erratique,                     | Aire de répartition du Hérisson d'Europe occidentale | [ 39 ]              | Hérisson d'Europe occidentale |
| Erinaceus roumanicus (Hérisson des Balkans) Barrett-Hamilton, 1900 | Jež bledý                                                 | Autochtone                     | Aire de répartition du Hérisson des Balkans          | [ 40 ]              | Hérisson des Balkans          |

## Ordre:Soricomorphes

### Famille:Soricidés
| Nom binominal, nom vulgaire et citation d'auteurs           | Nom vulgaire slovaque (langue officielle de la Slovaquie) | Origine et statut en Slovaquie | Aire de répartition                             | Statut UICN mondial | Image                 |
| ----------------------------------------------------------- | --------------------------------------------------------- | ------------------------------ | ----------------------------------------------- | ------------------- | --------------------- |
| Crocidura leucodon (Crocidure leucode) (Hermann, 1780)      | Bielozúbka bielobruchá                                    | Autochtone                     | Aire de répartition de la Crocidure leucode     | [ 41 ]              | Crocidure leucode     |
| Crocidura suaveolens (Crocidure des jardins) (Pallas, 1811) | Bielozúbka krpatá                                         | Autochtone                     | Aire de répartition de la Crocidure des jardins | [ 42 ]              | Crocidure des jardins |
| Neomys anomalus (Crossope de Miller) Cabrera, 1907          | Dulovnica menšia                                          | Autochtone                     | Aire de répartition de la Crossope de Miller    | [ 43 ]              | Crossope de Miller    |
| Neomys fodiens (Crossope aquatique) (Pennant, 1771)         | Dulovnica väčšia                                          | Autochtone                     | Aire de répartition de la Crossope aquatique    | [ 44 ]              | Crossope aquatique    |
| Sorex alpinus (Musaraigne alpine) Schinz, 1837              | Piskor vrchovský                                          | Autochtone                     | Aire de répartition de la Musaraigne alpine     | [ 45 ]              | Musaraigne alpine     |
| Sorex araneus (Musaraigne carrelet) Linnaeus, 1758          | Piskor lesný                                              | Autochtone                     | Aire de répartition de la Musaraigne carrelet   | [ 46 ]              | Musaraigne carrelet   |
| Sorex minutus (Musaraigne pygmée) Linnaeus, 1766            | Piskor malý                                               | Autochtone                     | Aire de répartition de la Musaraigne pygmée     | [ 47 ]              | Musaraigne pygmée     |

### Famille:Talpidés
| Nom binominal, nom vulgaire et citation d'auteurs | Nom vulgaire slovaque (langue officielle de la Slovaquie) | Origine et statut en Slovaquie | Aire de répartition                      | Statut UICN mondial | Image          |
| ------------------------------------------------- | --------------------------------------------------------- | ------------------------------ | ---------------------------------------- | ------------------- | -------------- |
| Talpa europaea (Taupe d'Europe) Linnaeus, 1758    | Krt podzemný                                              | Autochtone                     | Aire de répartition de la Taupe d'Europe | [ 48 ]              | Taupe d'Europe |

## Ordre:Chiroptères

### Famille:Rhinolophidés
| Nom binominal, nom vulgaire et citation d'auteurs             | Nom vulgaire slovaque (langue officielle de la Slovaquie) | Origine et statut en Slovaquie | Aire de répartition                       | Statut UICN mondial | Image              |
| ------------------------------------------------------------- | --------------------------------------------------------- | ------------------------------ | ----------------------------------------- | ------------------- | ------------------ |
| Rhinolophus euryale (Rhinolophe euryale) Blasius, 1853        | Podkovár južný                                            | Autochtone                     | Aire de répartition du Rhinolophe euryale | [ 49 ]              | Rhinolophe euryale |
| Rhinolophus ferrumequinum (Grand Rhinolophe) (Schreber, 1774) | Podkovár veľký                                            | Autochtone                     | Aire de répartition du Grand Rhinolophe   | [ 50 ]              | Grand Rhinolophe   |
| Rhinolophus hipposideros (Petit Rhinolophe) (Bechstein, 1800) | Podkovár malý                                             | Autochtone                     | Aire de répartition du Petit Rhinolophe   | [ 51 ]              | Petit Rhinolophe   |

### Famille:Vespertilionidés
| Nom binominal, nom vulgaire et citation d'auteurs                             | Nom vulgaire slovaque (langue officielle de la Slovaquie) | Origine et statut en Slovaquie | Aire de répartition                                | Statut UICN mondial | Image                       |
| ----------------------------------------------------------------------------- | --------------------------------------------------------- | ------------------------------ | -------------------------------------------------- | ------------------- | --------------------------- |
| Miniopterus schreibersii (Minioptère de Schreibers) (Kuhl, 1817)              | Lietavec sťahovavý                                        | Autochtone                     | Aire de répartition du Minioptère de Schreibers    | [ 52 ]              | Minioptère de Schreibers    |
| Myotis alcathoe (Murin d'Alcathoé) von Helversen & Heller, 2001               | Netopier alkatoe                                          | Autochtone                     | Aire de répartition du Murin d'Alcathoé            | [ 53 ]              | Murin d'Alcathoé            |
| Myotis bechsteinii (Murin de Bechstein) (Kuhl, 1817)                          | Netopier veľkouchý                                        | Autochtone                     | Aire de répartition du Murin de Bechstein          | [ 54 ]              | Murin de Bechstein          |
| Myotis blythii (Petit Murin) (Tomes, 1857)                                    | Netopier ostrouchý                                        | Autochtone,                    | Aire de répartition du Petit Murin                 | [ 55 ]              | Petit Murin                 |
| Myotis brandtii (Murin de Brandt) (Eversmann, 1845)                           | Netopier Brandtov                                         | Autochtone                     | Aire de répartition du Murin de Brandt             | [ 56 ]              | Murin de Brandt             |
| Myotis dasycneme (Murin des marais) (Boie, 1825)                              | Netopier pobrežný                                         | Autochtone                     | Aire de répartition du Murin des marais            | [ 57 ]              | Murin des marais            |
| Myotis daubentonii (Murin de Daubenton) (Kuhl, 1817)                          | Netopier vodný                                            | Autochtone                     | Aire de répartition du Murin de Daubenton          | [ 58 ]              | Murin de Daubenton          |
| Myotis emarginatus (Murin à oreilles échancrées) (É. Geoffroy, 1806)          | Netopier brvitý                                           | Autochtone                     | Aire de répartition du Murin à oreilles échancrées | [ 59 ]              | Murin à oreilles échancrées |
| Myotis myotis (Grand Murin) (Borkhausen, 1797)                                | Netopier veľký                                            | Autochtone                     | Aire de répartition du Grand Murin                 | [ 60 ]              | Grand Murin                 |
| Myotis mystacinus (Murin à moustaches) (Kuhl, 1817)                           | Netopier fúzatý                                           | Autochtone                     | Aire de répartition du Murin à moustaches          | [ 61 ]              | Murin à moustaches          |
| Myotis nattereri (Murin de Natterer) (Kuhl, 1817)                             | Netopier riasnatý                                         | Autochtone                     | Aire de répartition du Murin de Natterer           | [ 62 ]              | Murin de Natterer           |
| Eptesicus nilssonii (Sérotine de Nilsson) (Keyserling & Blasius, 1839)        | Večernica severská                                        | Autochtone                     | Aire de répartition de la Sérotine de Nilsson      | [ 63 ]              | Sérotine de Nilsson         |
| Eptesicus serotinus (Sérotine commune) (Schreber, 1774)                       | Večernica pozdná                                          | Autochtone                     | Aire de répartition de la Sérotine commune         | [ 64 ]              | Sérotine commune            |
| Nyctalus lasiopterus (Grande Noctule) (Schreber, 1780)                        | Raniak obrovský                                           | Autochtone                     | Aire de répartition de la Grande Noctule           | [ 65 ]              | Grande Noctule              |
| Nyctalus leisleri (Noctule de Leisler) (Kuhl, 1817)                           | Raniak stromový                                           | Autochtone                     | Aire de répartition de la Noctule de Leisler       | [ 66 ]              | Noctule de Leisler          |
| Nyctalus noctula (Noctule commune) (Schreber, 1774)                           | Raniak hrdzavý                                            | Autochtone                     | Aire de répartition de la Noctule commune          | [ 67 ]              | Noctule commune             |
| Pipistrellus kuhlii (Pipistrelle de Kuhl) (Kuhl, 1817)                        | Večernica južná                                           | Autochtone                     | Aire de répartition de la Pipistrelle de Kuhl      | [ 68 ]              | Pipistrelle de Kuhl         |
| Pipistrellus nathusii (Pipistrelle de Nathusius) (Keyserling & Blasius, 1839) | Večernica parková                                         | Autochtone                     | Aire de répartition de la Pipistrelle de Nathusius | [ 69 ]              | Pipistrelle de Nathusius    |
| Pipistrellus pipistrellus (Pipistrelle commune) (Schreber, 1774)              | Večernica hvízdavá                                        | Autochtone                     | Aire de répartition de la Pipistrelle commune      | [ 70 ]              | Pipistrelle commune         |
| Pipistrellus pygmaeus (Pipistrelle pygmée) (Leach, 1825)                      | Večernica Leachova                                        | Autochtone                     | Aire de répartition de la Pipistrelle pygmée       | [ 71 ]              | Pipistrelle pygmée          |
| Barbastella barbastellus (Barbastelle d'Europe) (Schreber, 1774)              | Uchaňa čierna                                             | Autochtone                     | Aire de répartition de la Barbastelle d'Europe     | [ 72 ]              | Barbastelle d'Europe        |
| Plecotus auritus (Oreillard roux) (Linnaeus, 1758)                            | Ucháč svetlý                                              | Autochtone                     | Aire de répartition de l'Oreillard roux            | [ 73 ]              | Oreillard roux              |
| Plecotus austriacus (Oreillard gris) (J. Fischer, 1829)                       | Ucháč sivý                                                | Autochtone                     | Aire de répartition de l'Oreillard gris            | [ 74 ]              | Oreillard gris              |
| Hypsugo savii (Vespère de Savi) (Bonaparte, 1837)                             | Večernica Saviho                                          | Autochtone                     | Aire de répartition de la Vespère de Savi          | [ 75 ]              | Vespère de Savi             |
| Vespertilio murinus (Sérotine bicolore) Linnaeus, 1758                        | Netopier pestrý                                           | Autochtone                     | Aire de répartition de la Sérotine bicolore        | [ 76 ]              | Sérotine bicolore           |

## Ordre:Artiodactyles

### Famille:Bovidés
| Nom binominal, nom vulgaire et citation d'auteurs | Nom vulgaire slovaque (langue officielle de la Slovaquie) | Origine et statut en Slovaquie | Aire de répartition                     | Statut UICN mondial | Image            |
| ------------------------------------------------- | --------------------------------------------------------- | ------------------------------ | --------------------------------------- | ------------------- | ---------------- |
| Bison bonasus (Bison d'Europe) (Linnaeus, 1758)   | Zubor lesný                                               | Autochtone (Réintroduit),      | Aire de répartition du Bison d'Europe   | [ 78 ]              | Bison d'Europe   |
| Bos taurus (Taurin) Linnaeus, 1758                | Tur                                                       | Autochtone (Disparu),          | Aire de répartition du Taurin           | (NE)                |                  |
| Ovis aries (Mouflon oriental) Linnaeus, 1758      | Muflón lesný                                              | Allochtone (Introduit)         | Aire de répartition du Mouflon oriental | [ 81 ]              | Mouflon oriental |
| Rupicapra rupicapra (Chamois) (Linnaeus, 1758)    | Kamzík vrchovský                                          | Autochtone                     | Aire de répartition du Chamois          | [ 82 ]              | Chamois          |

### Famille:Cervidés
| Nom binominal, nom vulgaire et citation d'auteurs            | Nom vulgaire slovaque (langue officielle de la Slovaquie) | Origine et statut en Slovaquie | Aire de répartition                       | Statut UICN mondial | Image              |
| ------------------------------------------------------------ | --------------------------------------------------------- | ------------------------------ | ----------------------------------------- | ------------------- | ------------------ |
| Alces alces (Élan) (Linnaeus, 1758)                          | Los mokraďový                                             | Autochtone (Recolonisateur)    | Aire de répartition de l'Élan             | [ 84 ]              | Élan               |
| Capreolus capreolus (Chevreuil européen) (Linnaeus, 1758)    | Srnec lesný                                               | Autochtone                     | Aire de répartition du Chevreuil européen | [ 85 ]              | Chevreuil européen |
| Odocoileus virginianus (Cerf de Virginie) (Zimmermann, 1780) | Pasrnec bielochvostý                                      | Allochtone (Introduit)         | Aire de répartition du Cerf de Virginie   | [ 86 ]              | Cerf de Virginie   |
| Cervus elaphus (Cerf élaphe) Linnaeus, 1758                  | Jeleň lesný                                               | Autochtone                     | Aire de répartition du Cerf élaphe        | [ 87 ]              | Cerf élaphe        |
| Dama dama (Daim européen) (Linnaeus, 1758)                   | Daniel škvrnitý                                           | Allochtone (Introduit)         | Aire de répartition du Daim européen      | [ 88 ]              | Daim européen      |

### Famille:Suidés
| Nom binominal, nom vulgaire et citation d'auteurs | Nom vulgaire slovaque (langue officielle de la Slovaquie) | Origine et statut en Slovaquie | Aire de répartition                       | Statut UICN mondial | Image              |
| ------------------------------------------------- | --------------------------------------------------------- | ------------------------------ | ----------------------------------------- | ------------------- | ------------------ |
| Sus scrofa (Sanglier d'Eurasie) Linnaeus, 1758    | Diviak lesný                                              | Autochtone                     | Aire de répartition du Sanglier d'Eurasie | [ 89 ]              | Sanglier d'Eurasie |

## Ordre:Périssodactyles

### Famille:Équidés
| Nom binominal, nom vulgaire et citation d'auteurs | Nom vulgaire slovaque (langue officielle de la Slovaquie) | Origine et statut en Slovaquie | Aire de répartition           | Statut UICN mondial | Image     |
| ------------------------------------------------- | --------------------------------------------------------- | ------------------------------ | ----------------------------- | ------------------- | --------- |
| Equus hydruntinus (Hydrontin) Regàlia, 1904       | — aucun —                                                 | Autochtone (Éteint),           | Illustration manquante        | (NE)                | Hydrontin |
| Equus caballus (Cheval) Linnaeus, 1758            | Kôň                                                       | Autochtone (Disparu)           | Aire de répartition du Cheval | [ 91 ]              | Cheval    |

## Ordre:Carnivores

### Famille:Canidés
| Nom binominal, nom vulgaire et citation d'auteurs      | Nom vulgaire slovaque (langue officielle de la Slovaquie) | Origine et statut en Slovaquie            | Aire de répartition                   | Statut UICN mondial | Image          |
| ------------------------------------------------------ | --------------------------------------------------------- | ----------------------------------------- | ------------------------------------- | ------------------- | -------------- |
| Canis aureus (Chacal doré) Linnaeus, 1758              | Šakal zlatý                                               | Allochtone ou autochtone (Recolonisateur) | Aire de répartition du Chacal doré    | [ 93 ]              |                |
| Canis lupus (Loup gris) Linnaeus, 1758                 | Vlk dravý                                                 | Autochtone                                | Aire de répartition du Loup gris      | [ 94 ]              | Loup gris      |
| Nyctereutes procyonoides (Chien viverrin) (Gray, 1834) | Psík medvedíkovitý                                        | Allochtone,                               | Aire de répartition du Chien viverrin | [ 96 ]              | Chien viverrin |
| Vulpes vulpes (Renard roux) (Linnaeus, 1758)           | Líška hrdzavá                                             | Autochtone                                | Aire de répartition du Renard roux    | [ 97 ]              | Renard roux    |

### Famille:Ursidés
| Nom binominal, nom vulgaire et citation d'auteurs | Nom vulgaire slovaque (langue officielle de la Slovaquie) | Origine et statut en Slovaquie | Aire de répartition                | Statut UICN mondial | Image     |
| ------------------------------------------------- | --------------------------------------------------------- | ------------------------------ | ---------------------------------- | ------------------- | --------- |
| Ursus arctos (Ours brun) Linnaeus, 1758           | Medveď hnedý                                              | Autochtone                     | Aire de répartition de l'Ours brun | [ 98 ]              | Ours brun |

### Famille:Mustélidés
| Nom binominal, nom vulgaire et citation d'auteurs    | Nom vulgaire slovaque (langue officielle de la Slovaquie) | Origine et statut en Slovaquie        | Aire de répartition                        | Statut UICN mondial | Image              |
| ---------------------------------------------------- | --------------------------------------------------------- | ------------------------------------- | ------------------------------------------ | ------------------- | ------------------ |
| Lutra lutra (Loutre commune) (Linnaeus, 1758)        | Vydra riečna                                              | Autochtone                            | Aire de répartition de la Loutre commune   | [ 99 ]              | Loutre commune     |
| Martes foina (Fouine) (Erxleben, 1777)               | Kuna skalná                                               | Autochtone                            | Aire de répartition de la Fouine           | [ 100 ]             | Fouine             |
| Martes martes (Martre des pins) (Linnaeus, 1758)     | Kuna lesná                                                | Autochtone                            | Aire de répartition de la Martre des pins  | [ 101 ]             | Martre des pins    |
| Meles meles (Blaireau européen) (Linnaeus, 1758)     | Jazvec lesný                                              | Autochtone                            | Aire de répartition du Blaireau européen   | [ 102 ]             | Blaireau européen  |
| Mustela lutreola (Vison d'Europe) (Linnaeus, 1761)   | Norok európsky                                            | Autochtone (Disparu)                  | Aire de répartition du Vison d'Europe      | [ 103 ]             | Vison d'Europe     |
| Mustela erminea (Hermine) Linnaeus, 1758             | Lasica hranostaj                                          | Autochtone                            | Aire de répartition de l'Hermine           | [ 104 ]             | Hermine            |
| Mustela nivalis (Belette d'Europe) Linnaeus, 1766    | Lasica myšožravá                                          | Autochtone                            | Aire de répartition de la Belette d'Europe | [ 105 ]             | Belette d'Europe   |
| Mustela eversmanii (Putois des steppes) Lesson, 1827 | Tchor stepný                                              | Autochtone                            | Aire de répartition du Putois des steppes  | [ 106 ]             | Putois des steppes |
| Mustela putorius (Putois d'Europe) Linnaeus, 1758    | Tchor tmavý                                               | Autochtone                            | Aire de répartition du Putois d'Europe     | [ 107 ]             | Putois d'Europe    |
| Neovison vison (Vison d'Amérique) (Schreber, 1777)   | Norok americký                                            | Allochtone (Peut-être non acclimaté), | Aire de répartition du Vison d'Amérique    | [ 109 ]             | Vison d'Amérique   |

### Famille:Procyonidés
| Nom binominal, nom vulgaire et citation d'auteurs    | Nom vulgaire slovaque (langue officielle de la Slovaquie) | Origine et statut en Slovaquie | Aire de répartition                        | Statut UICN mondial | Image               |
| ---------------------------------------------------- | --------------------------------------------------------- | ------------------------------ | ------------------------------------------ | ------------------- | ------------------- |
| Procyon lotor (Raton laveur commun) (Linnaeus, 1758) | Medviedik čistotný                                        | Allochtone                     | Aire de répartition du Raton laveur commun | [ 111 ]             | Raton laveur commun |

### Famille:Félidés
| Nom binominal, nom vulgaire et citation d'auteurs | Nom vulgaire slovaque (langue officielle de la Slovaquie) | Origine et statut en Slovaquie | Aire de répartition                 | Statut UICN mondial | Image        |
| ------------------------------------------------- | --------------------------------------------------------- | ------------------------------ | ----------------------------------- | ------------------- | ------------ |
| Felis silvestris (Chat sauvage) Schreber, 1777    | Mačka divá                                                | Autochtone                     | Aire de répartition du Chat sauvage | [ 112 ]             | Chat sauvage |
| Lynx lynx (Lynx boréal) (Linnaeus, 1758)          | Rys ostrovid                                              | Autochtone                     | Aire de répartition du Lynx boréal  | [ 113 ]             | Lynx boréal  |